# Saint-Christophe-et-Niévès aux Jeux olympiques d'été de 2008
Saint-Christophe-et-Niévès a participé aux Jeux olympiques d'été de 2008 à Pékin.

## Athlètes engagés
Engagé en athlétisme, les quatre athlètes participent à la course
- Virgil Hodge (100 m et 200 m)
- Mertizer Williams (200 m)
- Tiandra Ponteen (400 m)
- Kim Collins (100 m et 200 m)

### Hommes
| Épreuve    | Athlète     | Séries   | Séries | Quarts de finale | Quarts de finale | Demi-finales | Demi-finales | Finale   | Finale |
| Épreuve    | Athlète     | Résultat | Rang   | Résultat         | Rang             | Résultat     | Rang         | Résultat | Rang   |
| ---------- | ----------- | -------- | ------ | ---------------- | ---------------- | ------------ | ------------ | -------- | ------ |
| 100 mètres | Kim Collins | 10.17    | 2e Q   | 10.07            | 2e Q             | 10.05        | 5e           | -        | -      |
| 200 mètres | Kim Collins | 20.55    | 2e Q   | 20.43            | 3e Q             | 20.25        | 4e Q         | 20.59    | 6e     |

### Femmes
| Épreuve    | Athlète           | Séries   | Séries | Quarts de finale | Quarts de finale | Demi-finales | Demi-finales | Finale   | Finale |
| Épreuve    | Athlète           | Résultat | Rang   | Résultat         | Rang             | Résultat     | Rang         | Résultat | Rang   |
| ---------- | ----------------- | -------- | ------ | ---------------- | ---------------- | ------------ | ------------ | -------- | ------ |
| 100 mètres | Virgil Hodge      | 11.48    | 4e Q   | 11.45            | 4e               | -            | -            | -        | -      |
| 200 mètres | Meritzer Williams | 23.83    | 7e     | -                | -                | -            | -            | -        | -      |
| 200 mètres | Virgil Hodge      | 23.14    | 3e Q   | 23.17            | 5e               | -            | -            | -        | -      |
| 400 mètres | Tiandra Ponteen   | 52.41    | 5e     | -                | -                | -            | -            | -        | -      |